# Peter von Grünstadt
Peter von Grünstadt, auch Peter von Grinstat (* ca. 1400 in Grünstadt, Pfalz; † 1471 in Zell (Zellertal)), war ein katholischer Priester und von 1441 bis 1471 Dekan (Oberhaupt) des Philippsstiftes in Zell, dem ältesten Kollegiatstift der Pfalz.

## Leben und Wirken
Ab dem 13. Jahrhundert kommen in Dokumenten öfter Mitglieder einer niederen Adelsfamilie "von Grünstadt" vor, zu der auch Peter von Grünstadt gehört. Die Familie scheint in einem Vasallenverhältnis zu den in der Region vorherrschenden Grafen von Leiningen gestanden zu haben; schon 1237 unterzeichnet ein "Ulrich von Grünstadt" als leiningischer Burgmann die Teilungsurkunde der Grafschaft Leiningen.
Offenbar war Peters Familie recht begütert, so dass er zum Studium die Universität Heidelberg besuchen konnte. Dort ist er 1425/26 in den Matrikeln erfasst.

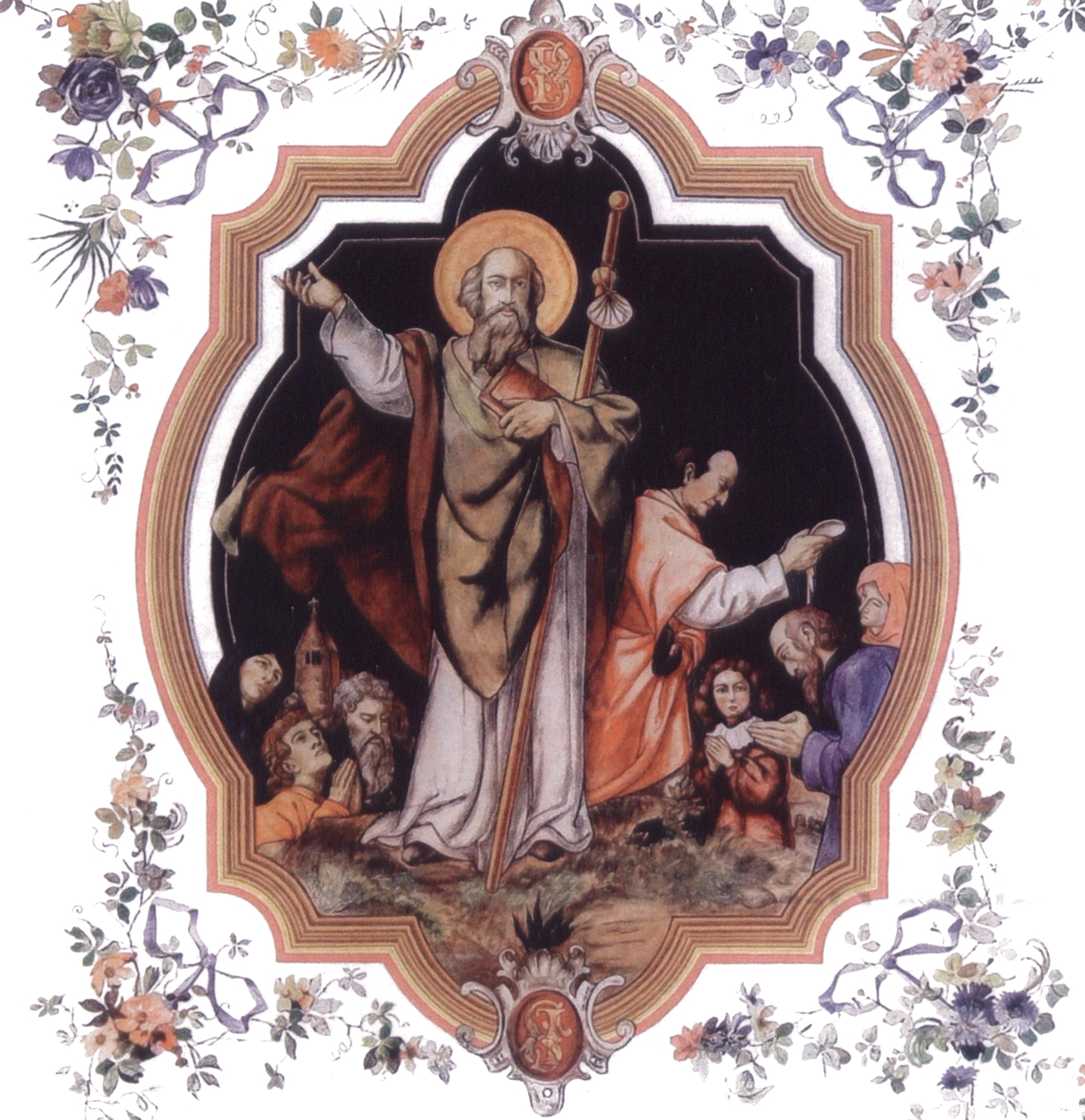
St. Philipp von Zell, Deckengemälde in der Zeller Wallfahrtskirche, wo Peter von Grünstadt als Stiftsdekan fungierte.

Über seinen weiteren Werdegang ist nicht viel bekannt. Er wurde zum Priester geweiht und erscheint ab 1441 als Dekan des nahen Philippsstiftes in Zell, ältestes Kollegiatstift der Pfalz und bedeutender Wallfahrtsort, hervorgegangen aus der Zelle und dem Grab des Heiligen Philipp von Zell.
Der Stiftsdekan war das Oberhaupt jener geistlichen Kommunität, welche die Grafen von Leiningen als Schutzvögte hatte. Hier könnte die Verbindung zu suchen sein, weshalb Peter von Grünstadt, aus einer Leininger Dienstmannenfamilie stammend, dort zum Stiftsdekan aufstieg.
Unter dem Grünstadter Dekan erreichten Wallfahrt und Stift eine Hochblüte. Es war schließlich so bekannt, dass am 13. September 1447 der Pfälzer Kurfürst Ludwig IV. und seine Gemahlin Margarethe von Savoyen nebst einem Gefolge von 60 Personen, persönlich dorthin fuhren, um für die Geburt des ersehnten Thronfolgers zu beten. Stiftsdekan Peter von Grünstadt empfing das Paar feierlich und bewirtete es. Die Herrscher ließen sich anlässlich des Besuches in die Philippsbruderschaft aufnehmen und schenkten dem Stift 20 Gulden sowie einige Fuhren Baumaterial. Tatsächlich wurde den glücklichen Eltern schon am 14. Juli 1448 der ersehnte Prinz und Thronfolger geboren, den es nach dem Hl. Philipp von Zell benannte; der spätere Kurfürst Philipp der Aufrichtige. Voller Dankbarkeit stiftete das Herrscherpaar dem Hl. Philipp und seiner Gemeinschaft eine kostbare Messkasel, sowie einen roten Rauchmantel mit einem vergoldeten Kindlein. Überdies schenkten sie dem Stift die Pfarrei und das damit verbundene Gefälle zu Wattenheim an der Bergstraße. Seit dieser Aufsehen erregenden Gebetserhörung des Landesregenten nahm die Zeller Wallfahrt unter der Leitung Peters von Grünstadt einen bisher nicht gekannten Aufschwung und wurde zur berühmtesten in der ganzen Pfalz.
Peter von Grünstadt fungierte 30 Jahre lang als Stiftsdekan von Zell und starb offenbar 1471. Ab 1472 amtierte Philipp Krael als sein Nachfolger. Die "Urkunden zur Pfälzischen Kirchengeschichte", von Dr. Franz Xaver Glasschröder (München, 1903), enthalten unter der Nr. 640 (Seite 261) die Regeste einer Zeller Urkunde vom 1. März 1463, in der Dekan Peter von Grünstadt – als "Peter von Grinstat" – einem Gysgen zu Steden die Güter verpachtet, die Johann von Steden als Seelgerät dem Stift hinterlassen hatte.
Peter von Grünstadt ist die erste historisch fassbare, bedeutende Persönlichkeit aus Grünstadt.